# 森谷真理
森谷 真理（もりや まり、1978年1月29日 - ）は、日本のクラシック音楽の声楽家（ソプラノ）。名古屋音楽大学准教授、東京藝術大学講師、洗足学園音楽大学講師。

## 経歴
栃木県小山市出身。武蔵野音楽大学、同大学院主席卒業、ニューヨーク・マネス音楽院修了。小山評定ふるさと大使、とちぎみらい大使。
世界各地のコンクールにて受賞を重ね、国内外で活躍を続ける近年最も注目を集めるソプラノの1人である。
欧米では、ニューヨーク・メトロポリタン歌劇場にて2006年に『魔笛』夜の女王で大成功を収めたのをはじめ、オーストリアのリンツ州立劇場の専属歌手を務め、ウィーン・フォルクスオーパーなど多数の歌劇場で活躍。2022年にはドイツのザクセン州立歌劇場で『蝶々夫人』を主演し、注目を集めた。
国内では、兵庫県立芸術文化センター『夏の夜の夢』、日生劇場『ランメルモールのルチア』、二期会『蝶々夫人』『サロメ』『ルル』表題役、新国立劇場『カルメン』『ばらの騎士』『蝶々夫人』『ジュリオ・チェーザレ』等で高評価を受け、びわ湖ホールプロデュースオペラ『リゴレット』『魔笛』『ラインの黄金』『ワルキューレ』『神々の黄昏』『ローエングリン』『ニュルンベルクのマイスタージンガー』『フィガロの結婚』『こうもり』『ばらの騎士』に連続して出演し、観衆を魅了した。 コンサートレパートリーもバロックから近現代曲まで幅広く、近年ではプーランク『人間の声』や、アルバン・ベルク『ヴォツェック』より３つの断章、R.シュトラウス『4つの最後の歌』でメディアから絶賛された。
2019年には「天皇陛下御即位をお祝いする国民祭典」にて国歌独唱を務めた。

## 主な受賞歴
- 2005年メトロポリタンオペラ・ナショナルカウンシル・オーディション ファイナリスト
- 2005年リチア・アルバネーゼ プッチーニファウンデーション 入賞
- 第44回マリオ・ランツア奨学金 特別賞受賞
- 第１回クラ・ミューズ声楽コンクール 優勝
- 2006年リーダークランツ財団声楽コンクール リューツ・リーデル賞受賞
- 2006年チャールズ・リーナム声楽コンクール 優勝
- 2007年ヴェロニカ・ダン国際声楽コンクール 優勝
- 2007年カーディフ・シンガー・オブ・ザ・ワールド 日本代表、コンサート賞受賞
- 第27回国際ハンス・ガボアベルヴェデーレ声楽コンクール ハンス・ガボア賞受賞
- 2020年下總睆一音楽賞受賞